# Еуринома
Еуринома (грч. Εὐρυνόμη) је у грчкој митологији титанка, кћер Океана и Тетије, која је Зевсу родила харите и Асопа, речног бога. Њено име потиче од грчких речи eurys, ширина и nomia, пашњак.

## Митологија
Према Хесиодовој теогонији, она је била прелепа богиња. Митови кажу да је настала из хаоса и због тога што је увидела да нема где да спусти и одмори своја стопала, одмах је раздвојила небо од мора, играјући на таласима. Офион, у облику змије ју је оплодио и она је снела јаје из кога су настали Сунце, месец, планете, звезде, али и реке, дрвеће, биљке и сва друга жива бића. Еуринома је била владарка света заједно са Офионом, док их са престола нису свргли Хрон и Реја. Помогла је Хефесту када га је Хера бацила са Олимпа, а такође и Дионису, када га је прогонио трачки краљ Ликург. Према неким изворима, ради се о две различите Еуриноме, где је једна била владарка света, а друга Зевсова љубавница. Обе су биле Океанове кћери.

## Култ
Поштована је као божанство на Пелопонезу, близу Фигалије. У светилишту окруженом кипарисима се налазила њена статуа, која ју је приказивала са рибљим репом.

## Други ликови
1. Еуринома је име супруге краља Орхама, са којим је имала кћер Леукотоју.[5]
2. Ликургова супруга и Анкајева мајка.[3]
3. Посејдонова љубавница, са којим је имала сина Белерофонта.[3]
4. Талајева супруга са којим је имала кћерку Астиному.[6]